# Périgny (Allier)
Périgny település Franciaországban, Allier megyében. Lakosainak száma 470 fő (2022. január 1.). Périgny Billezois, Lapalisse, Magnet, Saint-Gérand-le-Puy és Servilly községekkel határos.

## Népesség
A település népességének változása:
| Lakosok száma | 543  | 401  | 416  | 432  | 468  | 454  | 440  | 440  | 438  | 470  |
|               | 1968 | 1982 | 1990 | 2006 | 2013 | 2015 | 2017 | 2019 | 2020 | 2022 |